# Campionati europei di tuffi 2017 - Trampolino 3 metri sincro misti
La gara di trampolino 3m sincro misto ai Campionati europei di tuffi 2017 si è svolta il 13 giugno 2017 e vi hanno preso parte 6 coppie miste di atleti.

## Medaglie
| Posizione | Atleti                              | Paese    |
| --------- | ----------------------------------- | -------- |
| Oro       | Elena Bertocchi Maicol Verzotto     | Italia   |
| Argento   | Viktoriya Kesar Stanislav Oliferčyk | Ucraina  |
| Bronzo    | Tina Punzel Lou Massenberg          | Germania |

## Risultati
| Pos. | Atleti                              | Nazionalità | Finale | Finale |
| Pos. | Atleti                              | Nazionalità | Punti  | Pos.   |
| ---- | ----------------------------------- | ----------- | ------ | ------ |
|      | Elena Bertocchi Maicol Verzotto     | Italia      | 287.88 | 1      |
|      | Viktoriya Kesar Stanislav Oliferčyk | Ucraina     | 282.96 | 2      |
|      | Tina Punzel Lou Massenberg          | Germania    | 281.40 | 3      |
| 4    | Ekaterina Nekrasova Ilia Molchanov  | Russia      | 280.71 | 4      |
| 5    | Michelle Heimberg Jonathan Suckow   | Svizzera    | 263.10 | 5      |
| 6    | Daniella Nero Vinko Paradzik        | Svezia      | 233.37 | 6      |